# Абдул-Рида, Вахид
Вахид Абдул-Рида (араб. وحيد عبد الرضا‎; род. 22 мая 1983, Багдад) — иракский боксёр-любитель, представитель средней весовой категории. Выступал за национальную сборную Ирака по боксу, участник Олимпийских игр (2016), двукратный бронзовый призёр чемпионата Азии (2013, 2015), бронзовый призёр чемпионата мира среди военнослужащих (2021), победитель и призёр международных и национальных турниров в любителях.

## Биография
Вахид Абдул-Рида родился 22 мая 1983 года в Багдаде, Ирак.

## Любительская карьера
Первого серьёзного успеха на взрослом международном уровне добился в сезоне 2007 года, когда вошёл в состав иракской национальной сборной и побывал на арабском чемпионате в Арьяне, откуда привёз награду серебряного достоинства, выигранную в зачёте средней весовой категории. Также в этом сезоне стал бронзовым призёром на Панарабских играх в Каире.
В 2009 году выступил на чемпионате мира в Милане — остановился здесь уже на предварительном этапе, уступив армянину Андранику Акопяну.
В 2010 году дошёл до четвертьфинала на Азиатских играх в Гуанчжоу.
В 2011 году выиграл серебряную медаль на арабском чемпионате в Дохе, в решающем финальном поединке среднего веса был побеждён алжирцем Абдельмалеком Раху.
Пытался пройти отбор на летние Олимпийские игры 2012 года в Лондоне, однако на Азиатском олимпийском квалификационном турнире в Астане дошёл только до четвертьфинала, проиграв представителю Туркменистана Нурсахату Паззыеву.
На чемпионате Азии 2013 года в Аммане стал бронзовым призёром в среднем весе.
В 2014 году взял бронзу на Мемориале Тайманова и Утемиссова в Атырау, серебро на турнире Серика Конакбаева в Павлодаре, выступил на Азиатских играх в Инчхоне.
В 2015 году выиграл серебряную медаль на международном турнире в Дохе, стал бронзовым призёром на азиатском первенстве в Бангкоке — на стадии полуфиналов уступил индийцу Викасу Кришану.
На Всемирной олимпийской квалификации в Баку сумел выиграть у четверых соперников и тем самым удостоился права защищать честь страны на Олимпийских играх 2016 года в Рио-де-Жанейро. На Играх был знаменосцем Ирака на церемонии открытия. На старте олимпийского боксёрского турнира уже в первом поединке категории до 75 кг единогласным решением судей потерпел поражение от мексиканца Мисаэля Родригеса и сразу же выбыл из борьбы за медали.
После Олимпиады в Рио-де-Жанейро Абдул-Рида больше не показывал сколько-нибудь значимых результатов в боксе на международной арене.
Но в конце сентября 2021 года он стал бронзовым призёром на 58-м чемпионате мира среди военнослужащих в Москве (Россия) проведённого под эгидой Международного совета военного спорта, в полуфинале единогласным решением судей проиграв российскому боксёру Ивану Ступину.